# Storeager
Storeager er en lille ubeboet ø i Østersøen syd for Lolland. Øen ligger i Hyllekrog Vildtreservat.